# Rodnande klubbsvamp
Rodnande klubbsvamp (Clavariadelphus helveticus) är en svampart som beskrevs av Rahm & Schild 1974. Enligt Catalogue of Life ingår Rodnande klubbsvamp i släktet Clavariadelphus,  och familjen Clavariadelphaceae, men enligt Dyntaxa är tillhörigheten istället släktet Clavariadelphus,  och familjen Gomphaceae. Arten är reproducerande i Sverige. Inga underarter finns listade i Catalogue of Life.